# Mănăstirea Sfântul Pavel

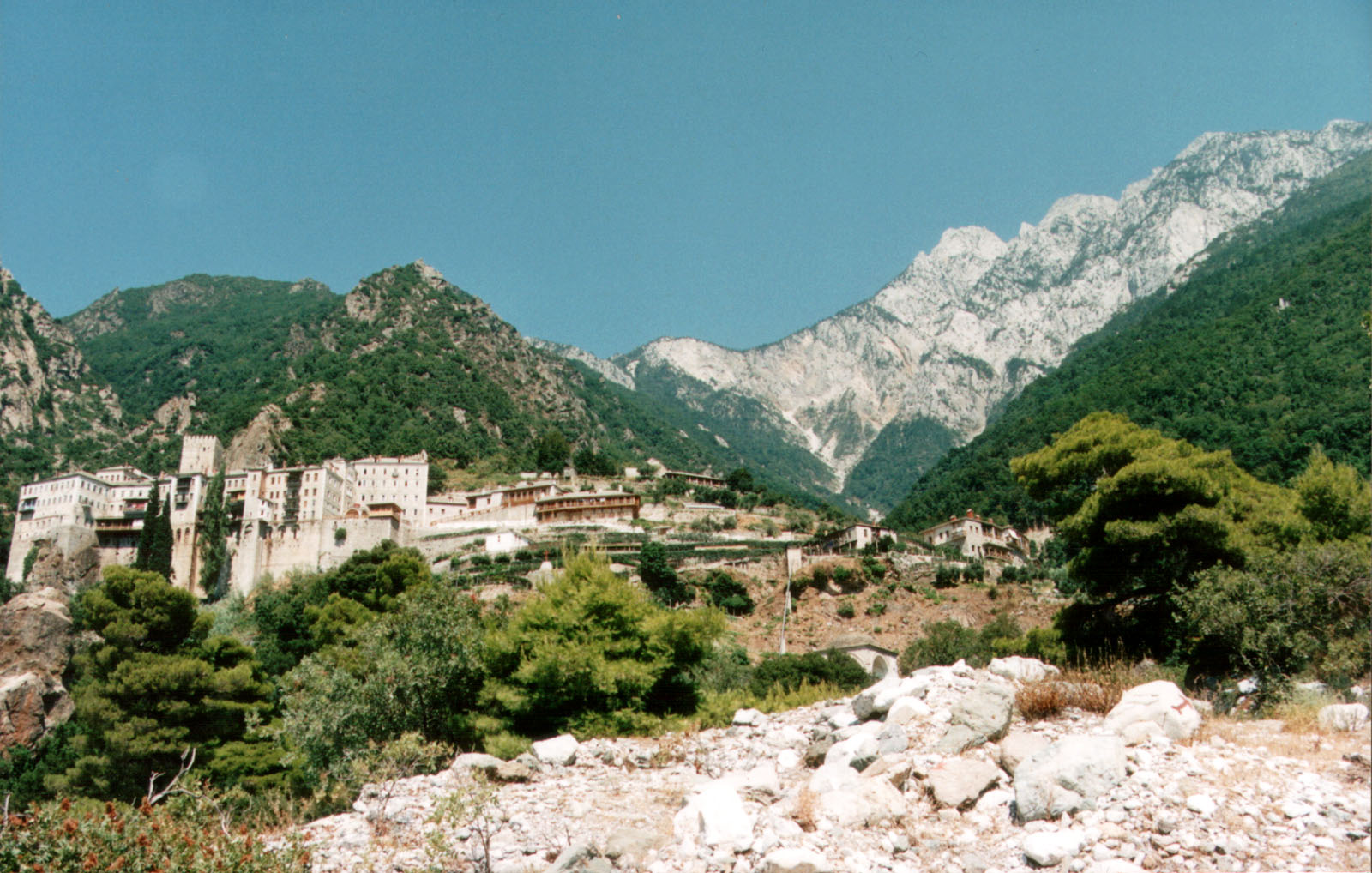
Mănăstirea Sfântul Pavel

Mănăstirea Sfântul Pavel (în greacă Αγίου Παύλου) este o mănăstire de pe Muntele Athos, Grecia. Ctitorul mănăstirii a fost Sfântul Pavel Xeropotamianul, după care este numită. Mănăstirea se află în partea de vest a peninsulei Athos, iar Katholikon (biserica principală) are hramul Întâmpinarea Domnului. Ziua sa de sărbătoare este sărbătorită la 2 februarie. Deoarece comunitatea monahală din Muntele Athos respectă calendarul iulian, care se află în prezent cu 13 zile în urma calendarului civil, 2 februarie a calendarului iulian cade pe data de 15 februarie a calendarului gregorian. La jumătatea drumului spre Turnul Amalfion se află Schitul Lacu, locuit de români, aflat în subordinea Mănăstirii Sfântul Pavel.

## Istoric
Mănăstirea a fost înființată la sfârșitul secolului al X-lea până la începutul secolului al XI-lea de către Sfântul Pavel din Xeropotamou, fondatorul Mănăstirii Xeropotamou. Documentele atestă independența sa față de Xeropotamou până în 1035. Mănăstirea a fost inițial dedicată Sfântului Gheorghe, dar mai târziu a luat numele fondatorului său. Hramul a fost ulterior schimbat în Întâmpinarea Domnului. Între anii 1355 și 1365, nobilul sârb Antonije Bagaš împreună cu Nikola Radonja au cumpărat și restaurat mănăstirea ruinată, devenind ctitori.  Restaurarea mănăstirii, susținută de frații Vuk Branković și Grgur Branković, a marcat începutul perioadei sârbe din istoria mănăstirii. Pelerinul rus Isaia confirmă că până la sfârșitul secolului al XV-lea mănăstirea era sârbă.
Mănăstirea se situează pe locul al paisprezecelea în ierarhia mănăstirilor atonite. Biblioteca conține 494 de manuscrise și peste 12 000 de cărți tipărite. 
Mănăstirea cuprinde 31 de călugări și are două schituri idioritmice (case monastice mici, dependente de mănăstire): Schitul Lacu (cu viețuitori români) și Noul Schit (în Grecia continentală).